# Goût Rothschild

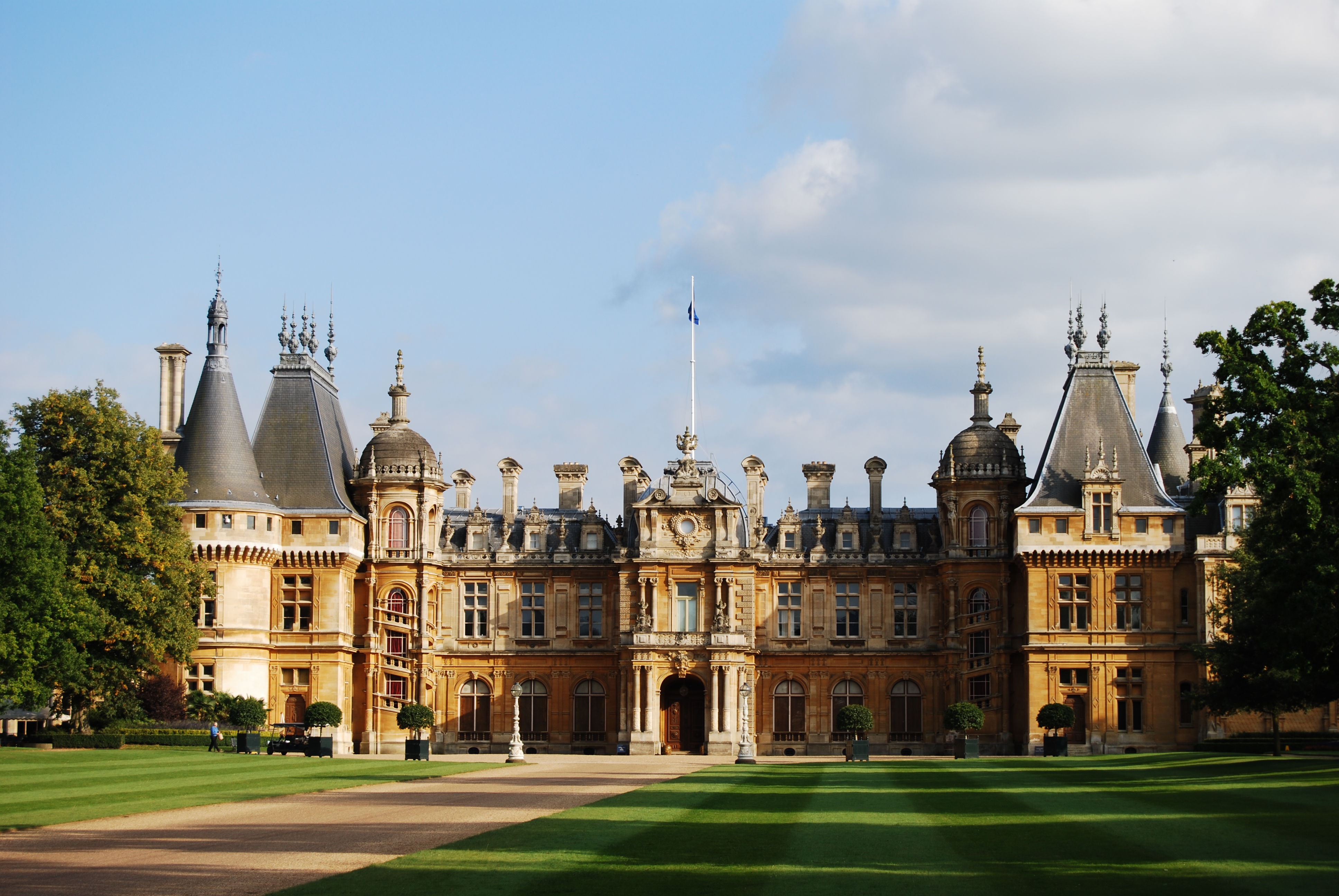
Le Waddesdon Manor, construit de 1874 à 1889.

Le goût Rothschild est un style élaboré de décoration intérieure d’origine française, anglaise et allemande né au XIXe siècle lorsque la famille Rothschild était à son apogée.
L’esthétique et le mode de vie des Rothschild ont, par la suite, influencé d’autres familles riches et puissantes, comme les Vanderbilt, les Astor et les Rockefeller, pour former les caractéristiques du Gilded Age américain. Le goût Rothschild, particulièrement populaire en France, en Grande-Bretagne et aux États-Unis, a perduré au XXe siècle, pour toucher des créateurs comme Yves Saint Laurent et Robert Denning.

## Caractéristiques

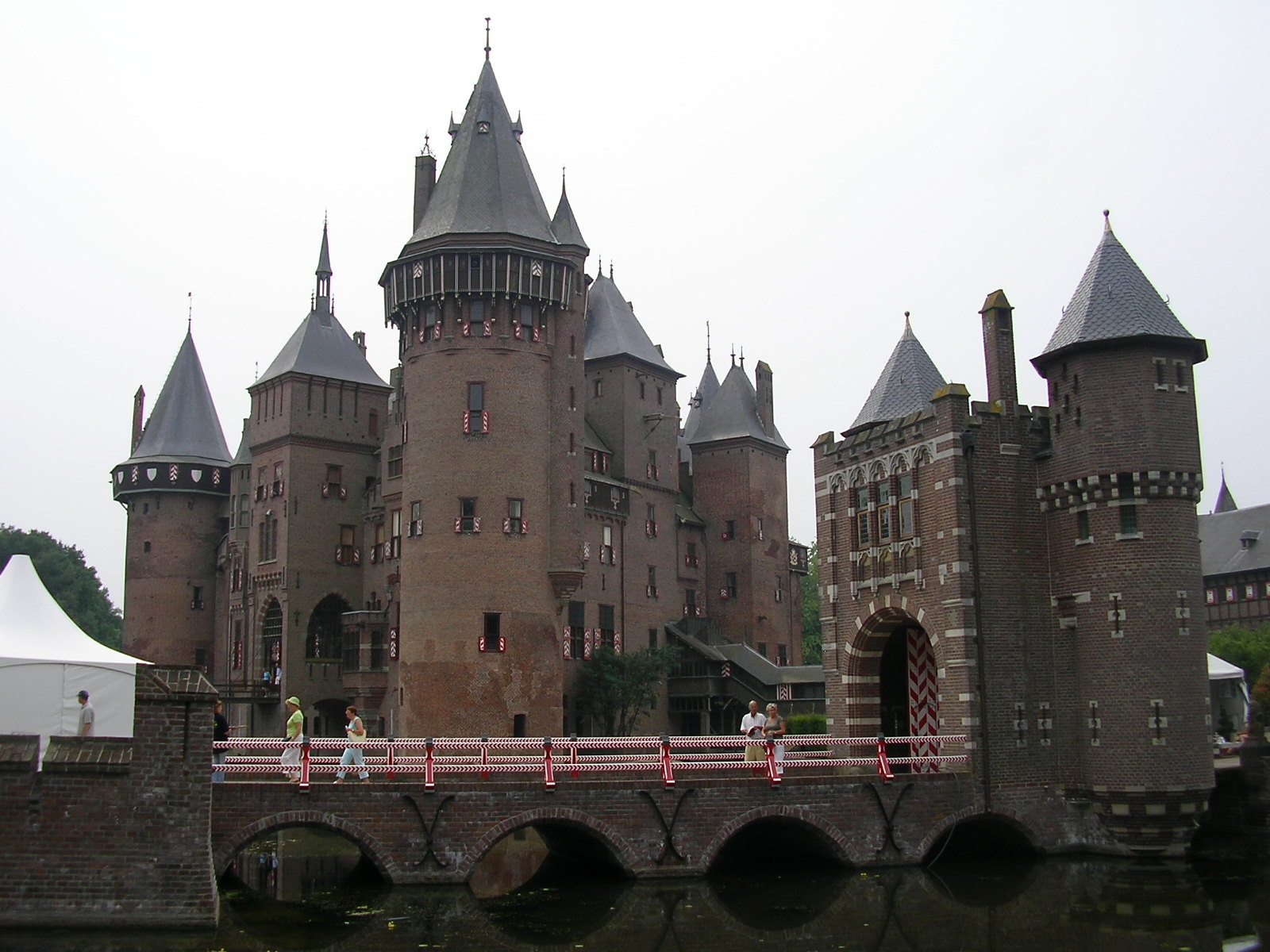
Le château de Haar de style néo-gothique.

Les éléments décoratifs intérieurs du goût Rothschild comprennent l’utilisation de somptueux tissus lourds et extravagants, comme le damas, le brocart et le velours, beaucoup de dorures, des plafonds élaborés en stuc, des lambris et des parquets en bois précieux (et souvent ancien). Cette abondance massive est complémentée par des meubles, principalement français, du XVIIIe siècle. Les meubles et objets d’art des Rothschild sont souvent de provenance royale, la famille ayant acquis, avec une préférence pour les règnes de Louis XIV, Louis XV et Louis XVI le meilleur du marché à l’époque. Peu après la Révolution française, d’excellentes pièces, y compris du château de Versailles, étaient en vente. En architecture, les Rothschild avaient une préférence pour le style de la Renaissance. Le style Rothschild amalgame ces styles et ces matériaux pour associer un sens victorien d’horreur du vide aux chefs-d’œuvre de l’art, de la sculpture et des armures.
La construction de Waddesdon Manor par la branche anglaise nouvellement créée de la famille Rothschild a relancé au Royaume-Uni l’imitation des styles de la Renaissance française. Ce manoir a été construit dans la tradition des châteaux dans la vallée de la Loire. Les Rothschild ont souvent acquis les éléments architecturaux d’origine de châteaux et de palais abandonnés pour en réutiliser les planchers, les cheminées, les plafonds, les portes et les lambris dans leurs propres châteaux et palais nouvellement construits, comme, par exemple, à Mentmore Towers, au château de Ferrières et la villa Ephrussi de Rothschild.
Impressionnés par les intérieurs du château de Ferrières, Yves Saint Laurent et son partenaire Pierre Bergé ont pris la décoration de son salon bleu comme modèle pour la décoration de leur propre demeure.

## Style préféré

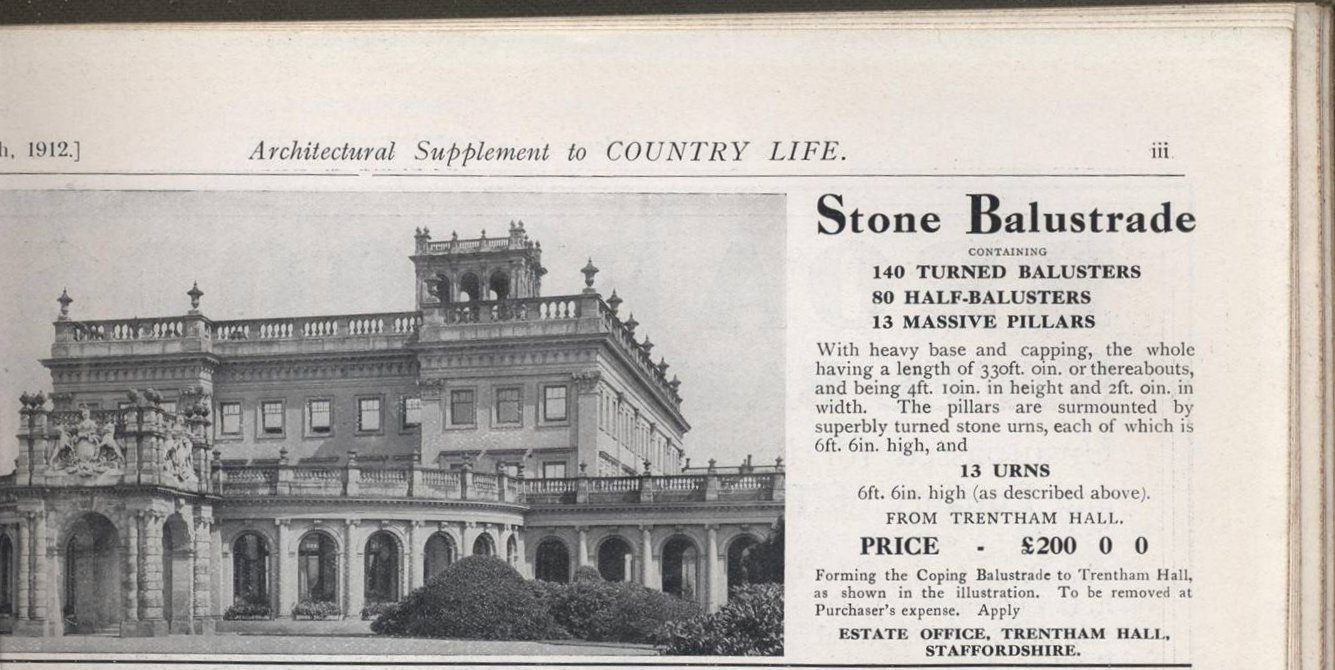
Le Hall des jardins de Trentham. Lorsque, au cours du XXe siècle, les pierres et les aménagements des milliers de maisons de campagne démolies ont été vendus, de nombreux éléments architecturaux raffinés se sont retrouvés aux États-Unis.

Le goût Rothschild a été, jusqu’à la fin des années 1920, et moins richement jusqu’aux années 1960, le style préféré de ceux qui avaient fait fortune à la fin du XIXe siècle. Les familles comme les Vanderbilt, les Astor, les Rockefeller, les Dupont de Nemours et les autres ont aménagé leurs résidences de New York et de Newport dans le goût Rothschild, acquérant, pendant cette période, des intérieurs entiers de châteaux français ou anglais et de maisons de campagne pour expédier ces éléments du gout aristocratique européen aux États-Unis où ils ont été installés dans des maisons comme The Breakers, Rosecliff, Marble House et autres.
Dans la demeure new-yorkaise de Gertrude Vanderbilt Whitney au 871 5e Avenue, l’architecte Stanford White a installé une longue salle de bal de 20 m d’un château français ayant appartenu à un courtisan de Louis XIV. La grande salle comporte une immense cheminée antique tirée d’un château français et des  tapisseries anciennes françaises de provenance royale portant les monogrammes d’Henri II et de Diane de Poitiers.

## Maison Jansen
La maison de décoration d’intérieur parisienne Jansen  est une des principales sociétés dont les dessins ont approché du goût Rothschild, mais de manière moins opulente. Le gouvernement de John F. Kennedy les a engagés pour revoir la décoration de la Maison Blanche et ils ont décoré le manoir parisien du duc (ancien roi Édouard VIII) et de la duchesse (Wallis Simpson) de Windsor.

## Waddesdon Manor
Au Waddesdon Manor, l'héritier anglais Lord Jacob Rothschild propriétaire des lieux collectionne pléthore d'objets et d'œuvres d'art, dont un bureau ayant appartenu à Marie-Antoinette, des peintures de Jean-Baptiste Siméon Chardin, Lucian Freud, David Hockney, la plus large collection de vins Rothschild au monde,

## Galerie

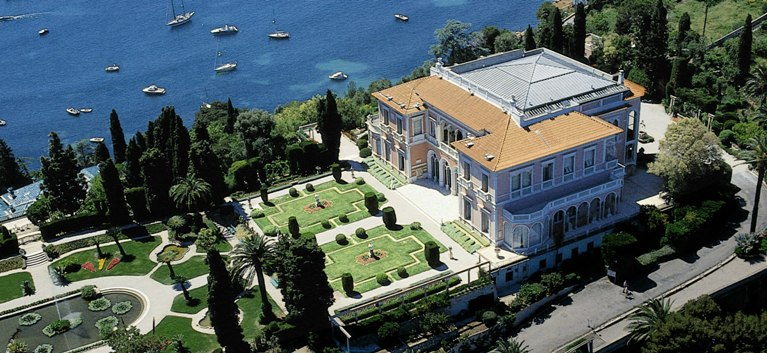
Vue aérienne de la Villa Ephrussi de Rothschild.
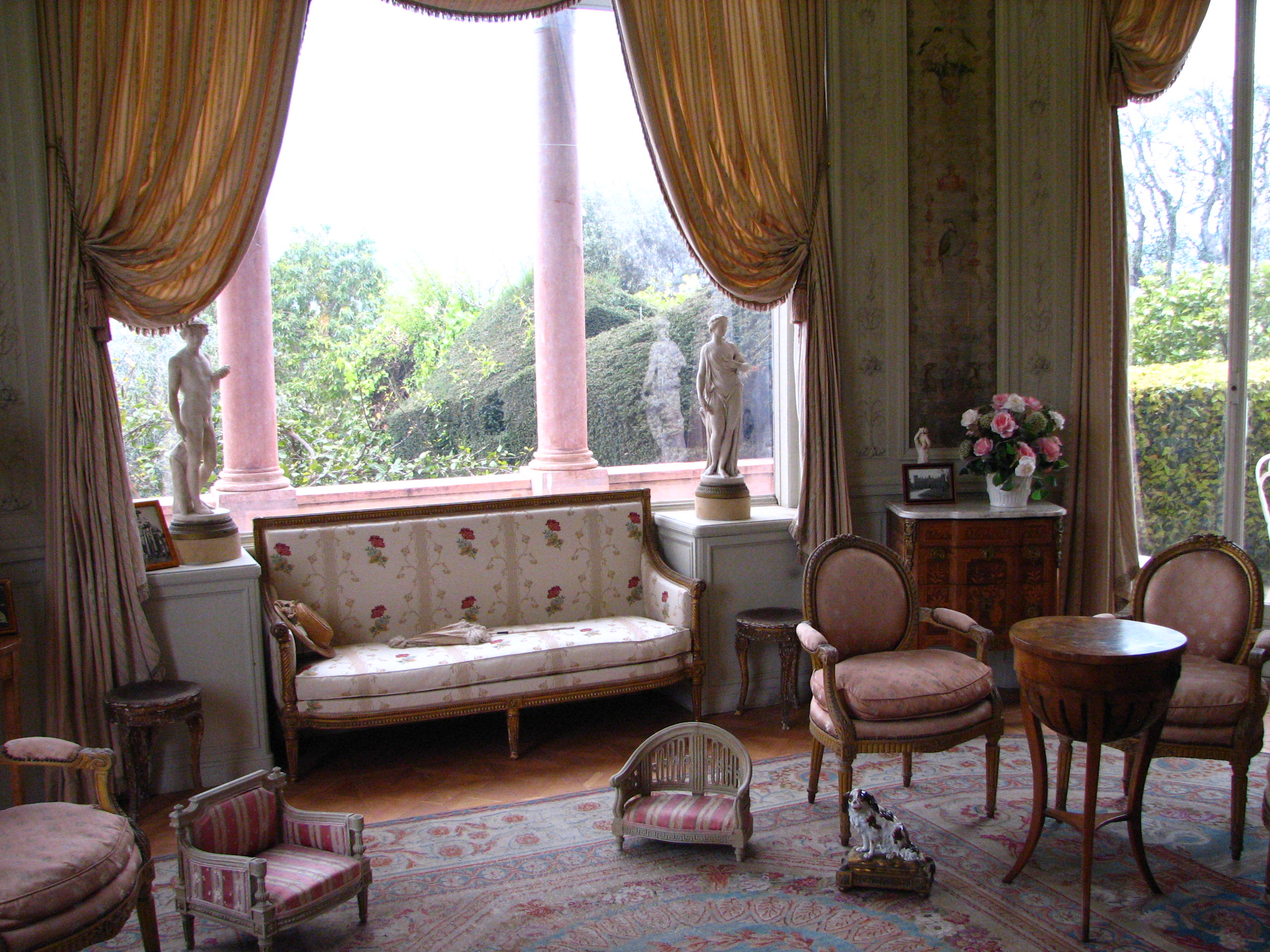
Salon de dessin de la villa Ephrussi de Rothschild.
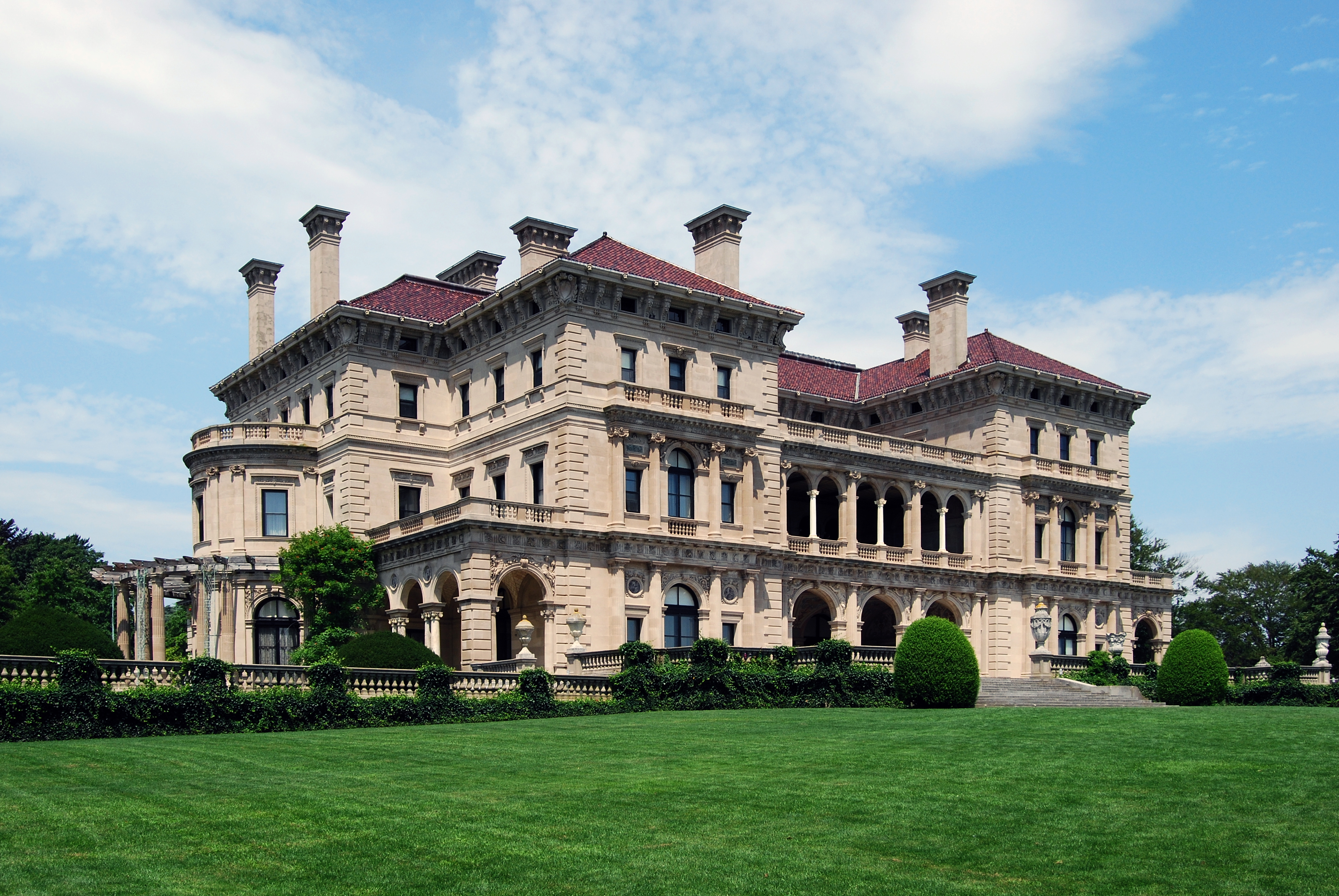
Façade arrière de The Breakers face à la mer.
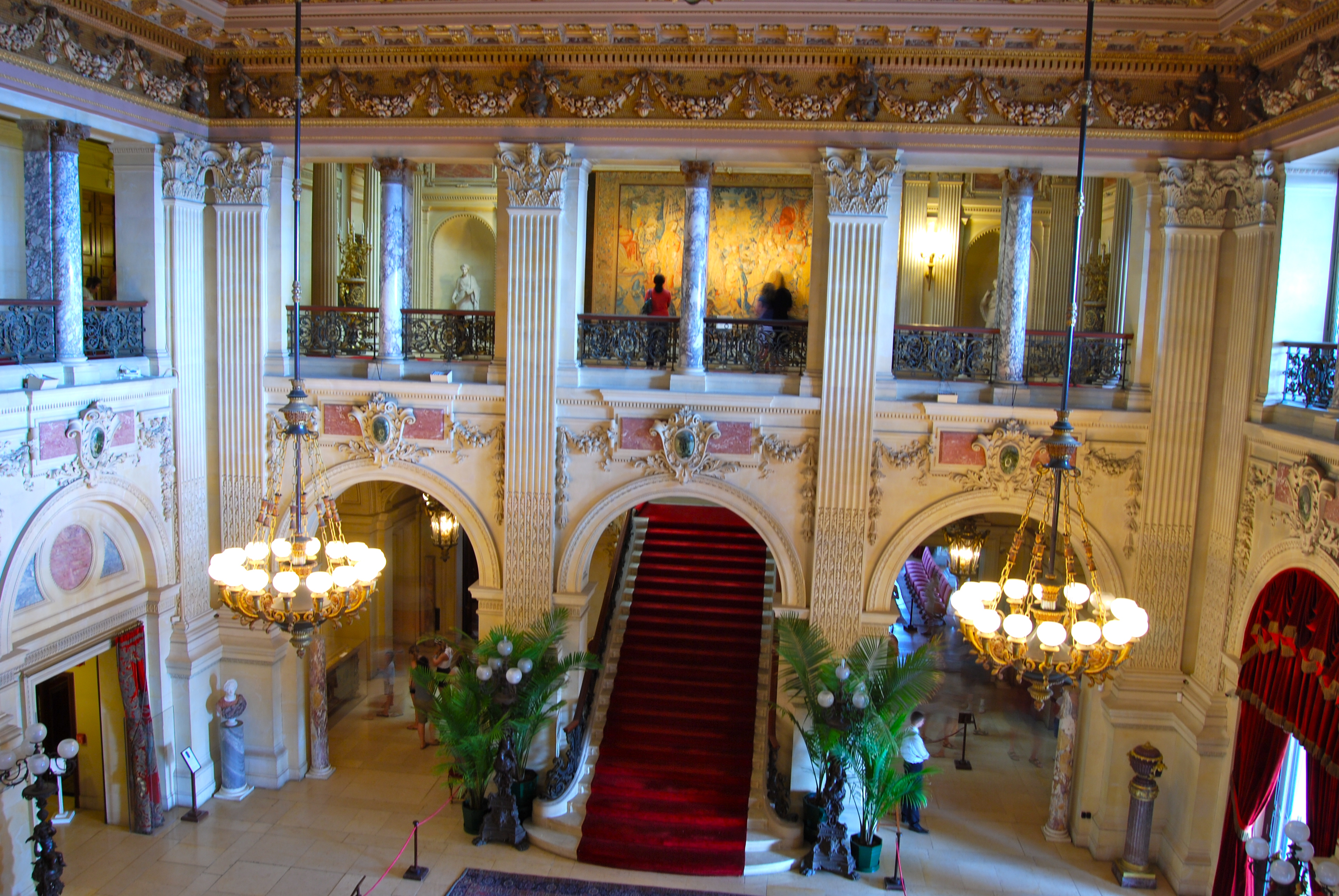
Le Grand Hall de The Breakers.
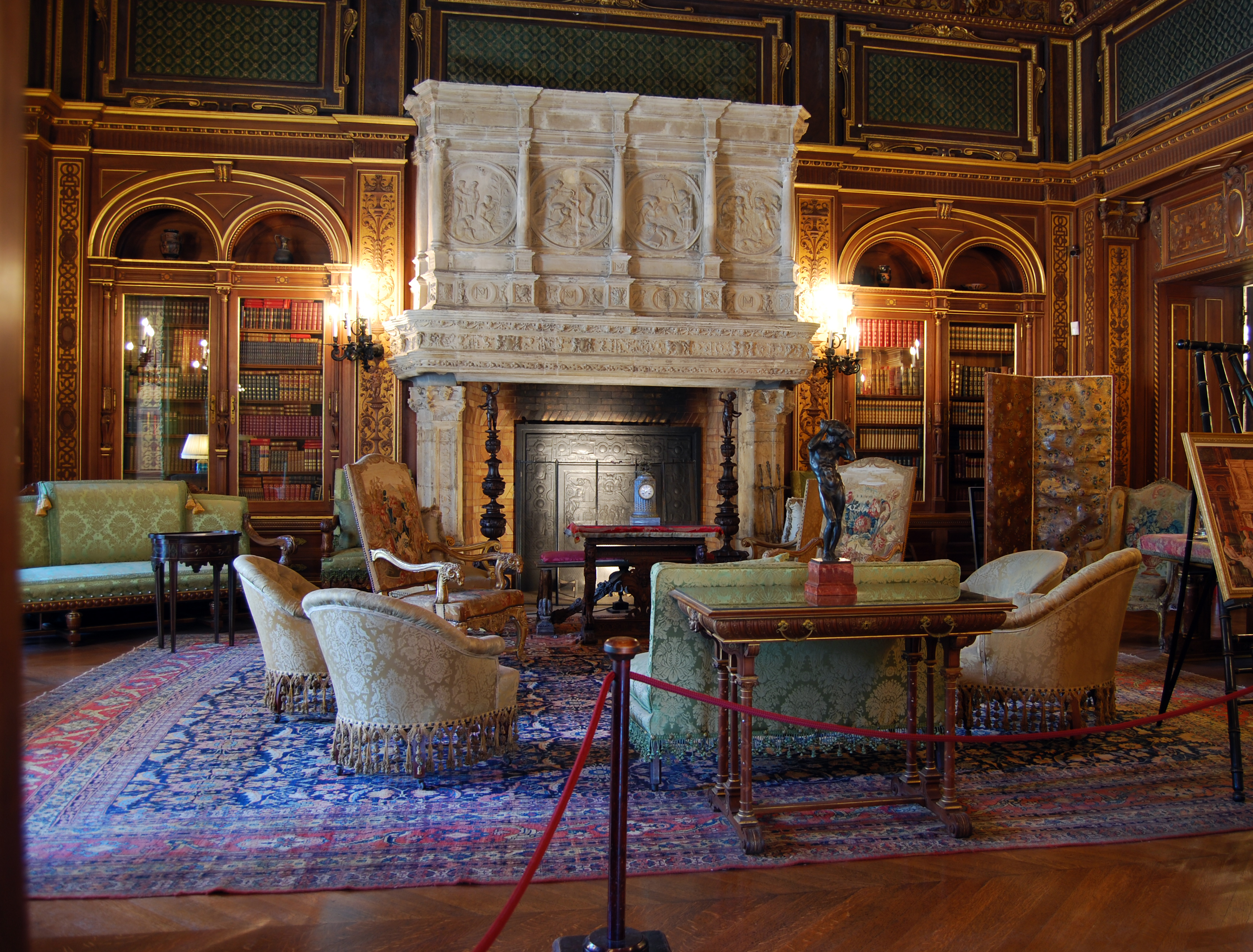
La bibliothèque de The Breakers.
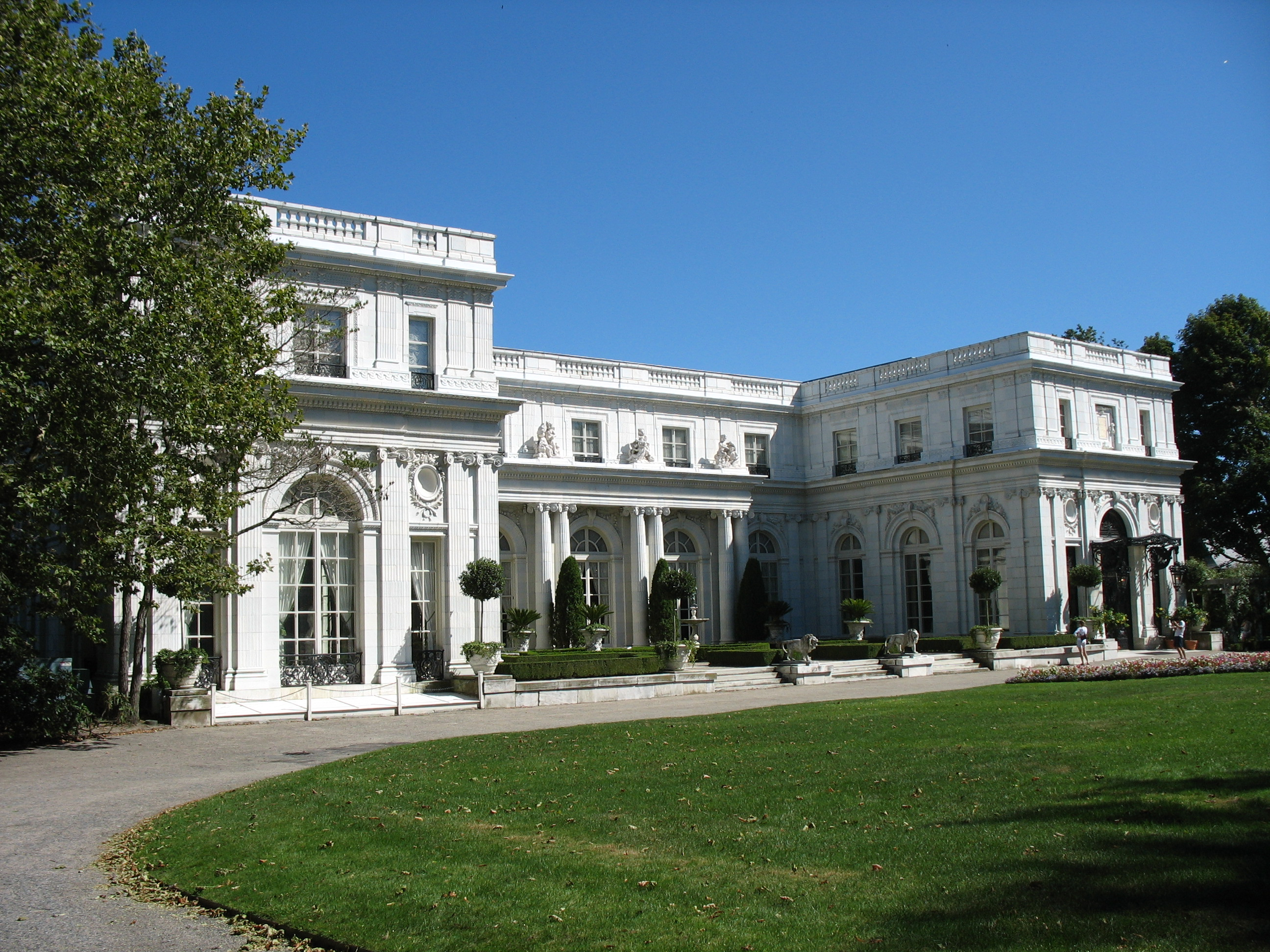
Le manoir Rosecliff.
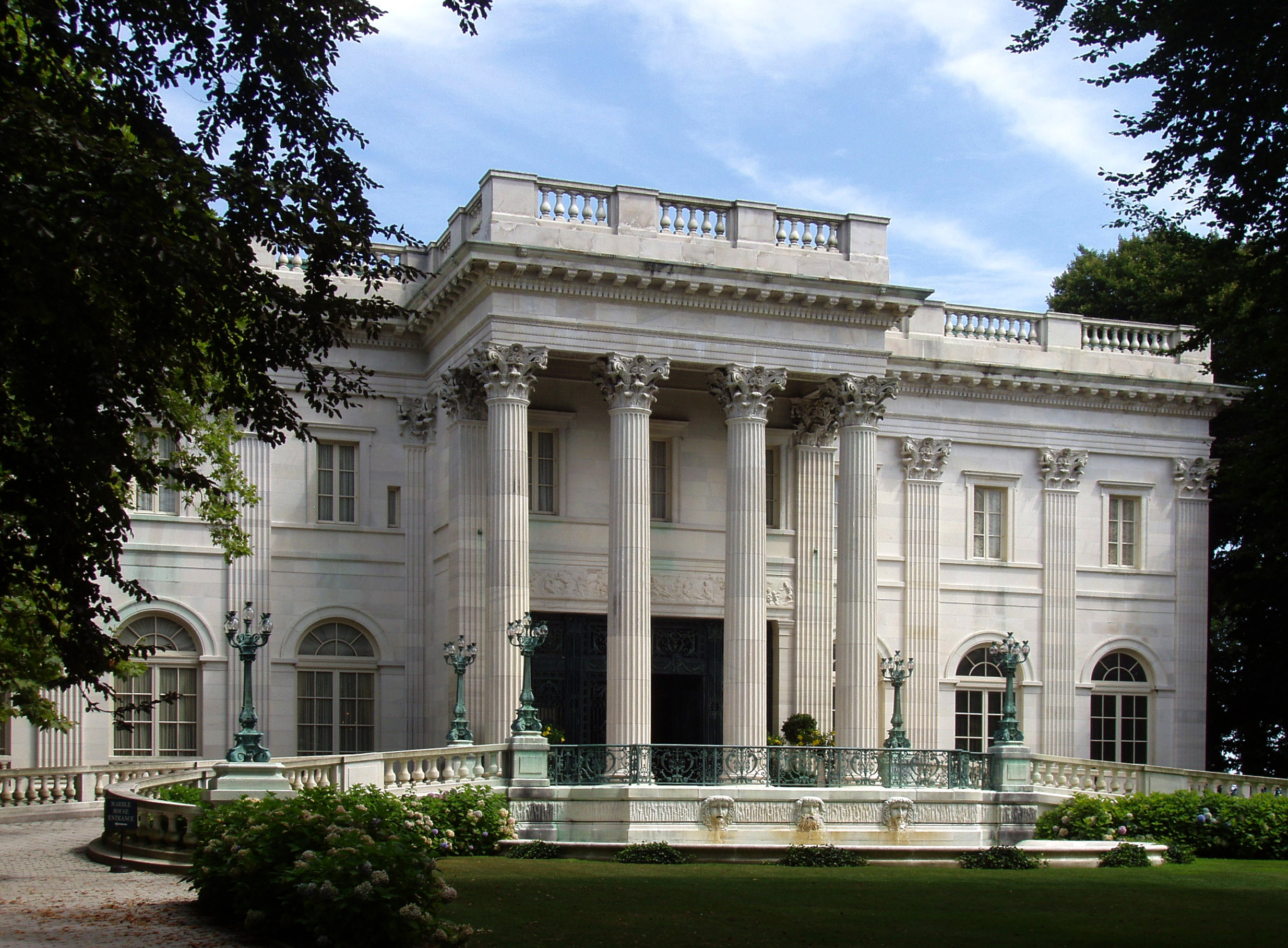
Marble House.